# Erik Ahlstrand
Erik Ahlstrand (* 14. Oktober 2001 in Halmstad) ist ein schwedischer Fußballspieler, der als Mittelfeldspieler für den deutschen Erstligisten FC St. Pauli spielt. Zuvor spielte er für Halmstads BK, in der Jugend spielte er beim IF Leikin. Nach mehreren Stationen in Jugendnationalmannschaften von der U16 bis U20 debütierte er am 12. Januar 2024 in einem Freundschaftsspiel gegen Estland.

## Karriere
Im April 2019 gab er mit 17 Jahren sein Ligadebüt. Am Ende seiner zweiten Profisaison stand der Aufstieg in die Allsvenskan, die erste schwedische Liga, gefolgt von Abstieg und sofortigem Wiederaufstieg.
Am 27. Januar 2024 wechselte Ahlstrand zum FC St. Pauli nach Deutschland.

## Titel
- Deutscher Zweitligameister und Aufstieg in die Bundesliga: 2024